# Okręty podwodne projektu 629
Okręty podwodne projektu 629 – (NATO: Golf I) typ radzieckich okrętów podwodnych SSB budowanych w latach 1958–1962.
W latach pięćdziesiątych Związek Radziecki był zaangażowany w intensywny program rozbudowy floty podwodnej, który zaowocował wielką liczbą okrętów podwodnych, jaka nie była spotykana w żadnym innym państwie świata. Dwadzieścia trzy jednostki typu Golf I zostały zbudowane w latach 1958–1962, wchodząc do służby po sześć-siedem rocznie. Jeden okręt został zbudowany w Chinach z dostarczonych przez ZSRR elementów. Wyrzutnie pocisków balistycznych umieszczono na tych jednostkach w kiosku Trzynaście jednostek typu Golf I zostało przebudowanych począwszy od roku 1965 do standardu określanego jako Golf II, wyposażonego w balistyczne pociski rakietowe SS-N-5. Pociski te zwane w kodzie NATO Serb, zasilane paliwem ciekłym były jednostopniowe i posiadały zasięg 1400 km.